# Paca de Alba
Maria Francisca de Sales Portocarrero y Kirkpatrick, duquesa de Alba (Granada, 29 de janeiro de 1825 - Paris, 16 de setembro de 1860), mais conhecida pela alcunha de Paca de Alba foi uma aristocrata espanhola. Ela era irmã da imperatriz Eugénia da França.

## Biografia
Ela era filha de Cipriano de Palafox y Portocarrero, Duque de Peñaranda de Duero e sua esposa Maria Manuela Kirkpatrick, filha do cônsul americano de orgiem escocesa radicado em Málaga e musa inspiradora para o romance de Prosper Mérimée, Carmen. Sua irmã mais nova era Eugénia de Montijo, mais tarde esposa de Napoleão III de França e imperatriz dos franceses.
Ainda criança, sua família se mudou para a França e, com a morte de seu pai, sua mãe retornou para a Espanha com suas filhas. Ela estava desesperada para casar as filhas, e Paca e Eugénia tornaram-se condescendentemente conhecidas como 'las condesitas' pela sociedade de Madrid. O Marquês de Alcañices pediu ao filho mais velho, José Osório e Silva, Duque de Sesto, que se encarregasse de apresentar as irmãs à sociedade. Ele acabou se apaixonando por Paca - os dois continuaram amigos após o casamento dela. Para se aproximar dela, ele se tornou amigo de Eugénia - no entanto, ela se apaixonou por ele e, quando descobriu que seu amor não era correspondido, ela tentou se suicidar com uma mistura de fósforo e leite.

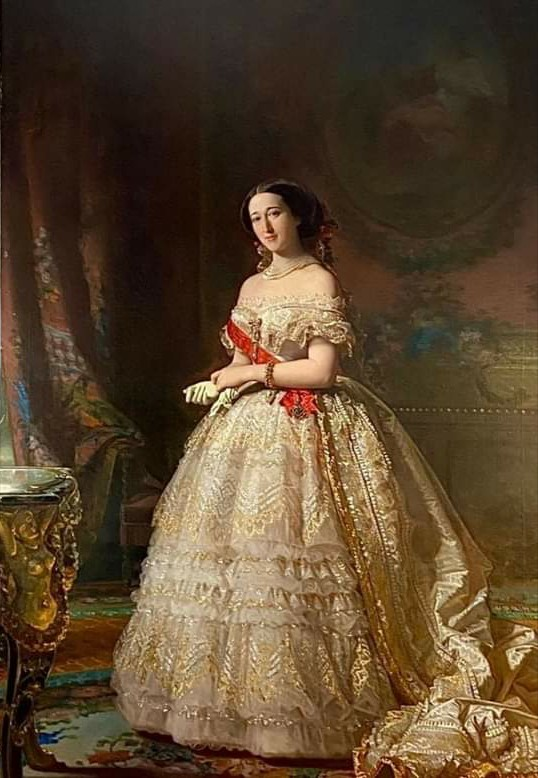
Retrato da Duquesa de Alba, de Federico de Madrazo y Kuntz.

Como filha mais velha, ela aderiu aos títulos de seu pai, como Duquesa de Peñaranda de Duero, Marquesa de Valderrábano, Marquesa de Villanueva del Fresno e Barcarrota, Marquesa de Algaba, Marquesa de La Bañeza, Marquesa de Mirallo, Marquesa de Valdunquillo, Condessa de Montijo, Condessa de Miranda del Castañar, Condessa de Fuentidueña, Condessa de Casarrubios del Monte, Condessa de San Esteban de Gormaz e Viscondessa de Palacios de la Valduerna. Esses títulos foram incorporados à Casa de Alba através de seu casamento com Jacobo Fitz-James Stuart e Ventimiglia, herdeiro da casa - eles se casaram em Madri em 14 de fevereiro de 1848 e tiveram três filhos.

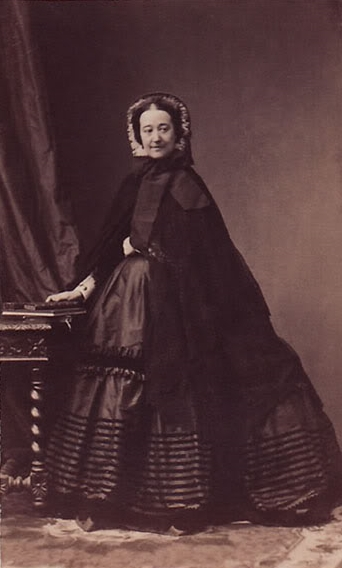
Uma rara fotografia de Paca.

Ela foi feita uma Dama da Ordem da Rainha Maria Luísa. Em 1859, ela foi diagnosticada com tuberculose, apesar de seus sintomas sugerirem leucemia - sua irmã Eugénia queria tirá-la de Madrid e, portanto, enviou seu iate para Alicante. Acompanhada por sua mãe (desconhecendo a gravidade da doença) e um médico, mudou-se para Paris, onde morreu em 16 de setembro de 1860. Seu funeral foi realizado na Igreja de la Madeleine e seus restos transportados para Madri. Lá, seu amigo José Osorio y Silva, do prefeito de Madri, realizou uma cerimônia funerária no Cemitério de Santa María la Antigua, onde ela havia expressado o desejo de ser enterrada. Seu corpo foi posteriormente transferido para a cripta da família Alba, no Mosteiro da Imaculada Conceição, onde permanece.

## Descendência
- Carlos Fitz-James Stuart y Portocarrero duque de Alba, casado com María del Rosario Falcó y Osorio, condessa de Siruela.
- Maria da Assunção Fitz-James Stuart y Portocarrero, duquesa de Galisteo, casada com José Mesía Pando, alcaide de Madrid e duque de Tamames.
- Maria Luísa Fitz-James Stuart y Portocarrero, duquesa de Montoro, casada com Luis Fernández de Córdoba y Pérez de Barradas, duque de Medinaceli.

## Honrarias
- Espanha: 371.° Dama Nobre da Ordem da Rainha Maria Luísa - .

## Bibliografa
- Ana de Sagrera (1990). Una rusa en España: Sofía, duquesa de Sesto. Espasa-Calpe. ISBN 84-239-2236-7.
- David Baguley, Napoleon III and his regime - an Extravaganza. Louisiana State University Press, 2000. ISBN 0-8071-2624-1.
- John Bierman, Napoleon III and his Carnival Empire. St. Martin's Press, 1988. ISBN 0-312-01827-4.
- Colin Carlin, William Kirkpatrick of Malaga, The Grimsay Press, 2011. ISBN 978-1-84530-071-5